# Branko Vukelić

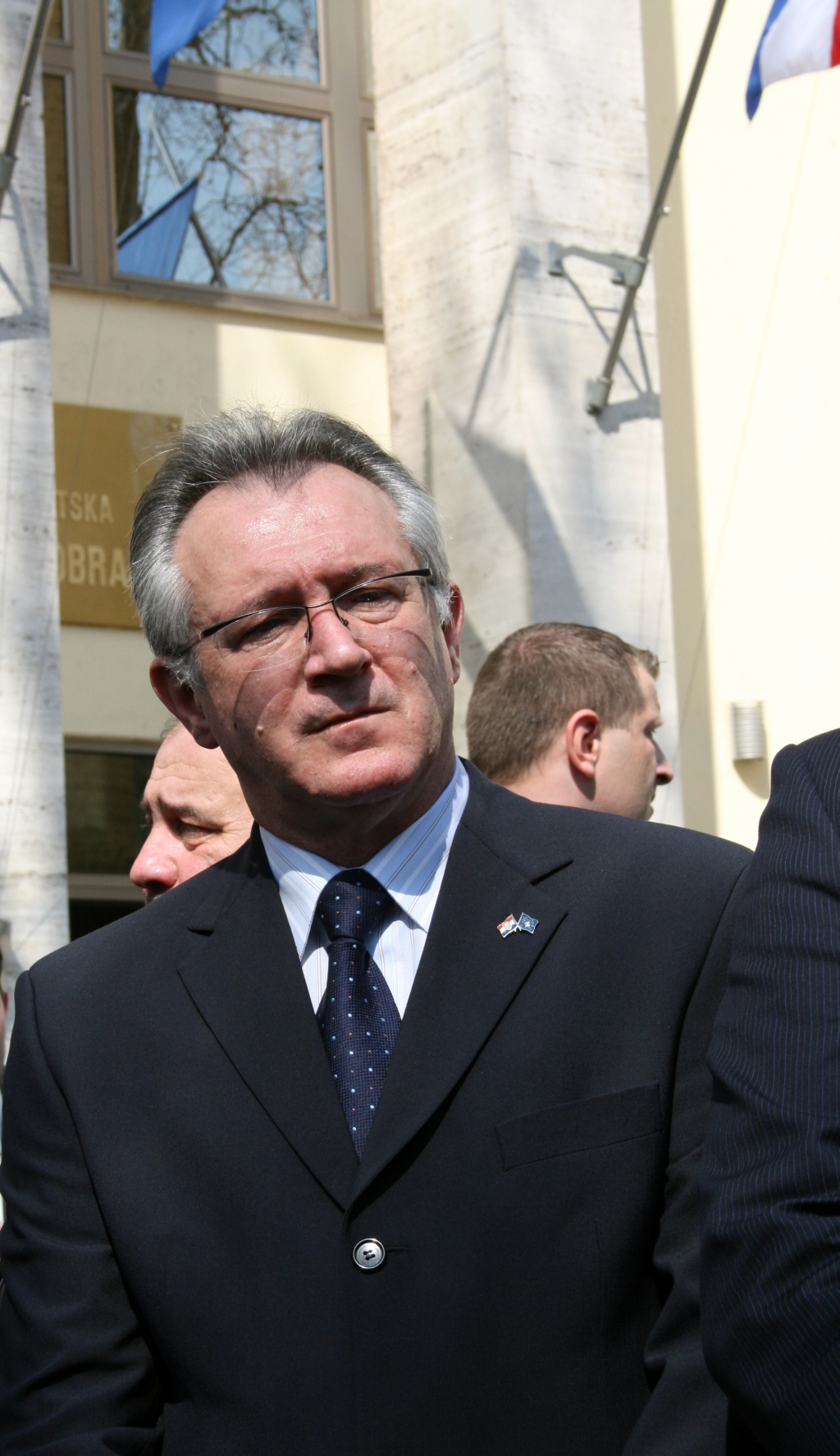
Branko Vukelić en abril de 2009.

Branko Vukelić (9 de marzo de 1958 - 3 de mayo de 2013) fue un político croata, exministro de Defensa y miembro de la Unión Democrática Croata.
Vukelić se graduó de la Universidad de Zagreb, Facultad de Ingeniería Eléctrica, en 1981, estuvo casado y tuvo un hijo.